# واين كوليت
واين كوليت (بالإنجليزية: Wayne Collett)‏ هو محامي أمريكي، ولد في 20 أكتوبر 1949 في لوس أنجلوس في الولايات المتحدة، وتوفي بنفس المكان في 17 مارس 2010 بسبب سرطان.

## وصلات خارجية
- واين كوليت على موقع الاتحاد الدولي لألعاب القوى (الإنجليزية)
- واين كوليت على موقع أوليمبيديا (الإنجليزية)